# Андреевская улица (Пороховые)
Андре́евская улица — проезд в восточной части города Санкт-Петербурга. Расположена в Красногвардейском районе, рядом с Пороховским кладбищем. Соединяет Рябовское шоссе с улицей Красина. Пересекает реку Луппа (Лубья) по Андреевскому мосту.

## История
Название получила в начале XX века по фамилии домовладельца.

## Пересечения
В порядке увеличения нумерации:
- Рябовское шоссе
- Фёдоровская улица
- Опытная улица
- улица Красина

## Транспорт
Ближайшая станция метро — «Ладожская».

## Объекты
- Пороховское кладбище